# Reszler István
Reszler István, névváltozatok: Ressler, Röszler (Pest, 1825. április 14. (keresztelés) – Budapest, 1874. július 13.) énekes (tenor), színész, színigazgató.

## Pályafutása
Reszler István kovács, lakatos és Kiss Erzsébet fiaként született. Mint jómódú pesti polgár fia, kora ifjúsága idején nagy hajlamot érzett az énekes-pályára. 1846. március 5-én mint vendég fellépett a Nemzeti Színházban, a »Bájital« c. opera Nemorino szerepében, amikor ezt a kritikát kapta: »Ezen ifjú talán még húsz éves sincs és éneke mégis olly szép iskolát tanúsított, hangja olly szívhez szóló és sima vala, szavai pedig olly tisztán érthetők, hogy a közönséget a szó teljes értelmében bámulatra ragadta.« (»Budapesti Hiradó«, 1846. márc. 10.) Ezután a Nemzeti Színház tagja lett, azonban már egy hónap múlva elhagyta az intézetet és Olaszországban tovább képeztette hangját. 1850. december 2-án azonban visszatért; akkor mint az olmützi színház tagja lépett fel a »Márthá«-ban. Az 1850-es évek elején mint Stéger utóda a Nemzeti Színház első tenoristája volt. 1851 telétől Aradon játszott Szabó Józsefnél. 1853-ban Pozsonyban, 1856-ban a bécsi An der Wienben működött. 1858-ban Aradon volt szerződésben. Miután igazgatói ambíciói is voltak, 1859. november havában felsőbb helyről engedélyt nyert színigazgatásra. 1860 nyarán Zágrábban pártolás mellett működött, 1861. január havában mint pécsi színigazgató Debrecen városától engedélyt nyert ideiglenes színkör építésére; a színkör április 2-án el is készült és megkezdte előadásait. Kiváló társulatot hozott össze saját zenekarral, híre ment az egész országban operaelőadásainak. 1862. november 22-én Debrecenben feleségül vette a nála 15 évvel fiatalabb Schancza (Sáncza) Annát. (Korábbi felesége a bejegyzés szerint Mürk Mária volt, akitől megözvegyült.) 1863. május havában Pozsonyban működött, onnan Győrbe és Sopronba tette át működése színterét. 1864 telén Debrecenbe tért vissza, 1865-ben az újonnan épült kőszínházat is igazgatta, azonban nem lelt Debrecenben megfelelő létszámú közönsége, így csődbe ment az intézmény. 1865. június 11-én Nagyváradon kezdett játszani kitűnő ensembléjával. Itt is és Debrecenben is nagy pártolásnak örvendett a társulata, meglehetős vagyonra is tett szert, de a nagyszámú társulat tartása csakhamar felemésztette vagyonát. 1866-tól Szilágyi Bélával társult, 1867-ben Fehérváry Antalhoz ment Kolozsvárra. 1873-ban az István-téri színházhoz volt kénytelen elszerződni. Itt működött haláláig, de fellépett a Budai Színkörben is. Halála napján délelőtt még jelen volt Bokody Antal társulatának próbáján és játszott volna is egy kisebb szerepet, de amint hazament, elszédült és alig pár perc múlva szélhűdés áldozata lett.

## Fontosabb szerepei
- Nemorino (Donizetti: Szerelmi bájital)
- Edgar (Donizetti: Lammermoori Lucia)
- Lyonel (Flotow: Márta)

## Működési adatai
1851: Arad; 1852: Temesvár, Lugos, Nagybecskerek, Gyula; 1853: Pozsony; 1855–58: Arad és környéke; 1860: Pécs, Zágráb; 1861–66: Debrecen; 1873. okt.: István-téri Színház; 1874. nyár: Budai Színkör.